# Miltogramma nigricornis
Miltogramma nigricornis är en tvåvingeart som först beskrevs av Macquart 1854.  Miltogramma nigricornis ingår i släktet Miltogramma och familjen köttflugor.
Artens utbredningsområde är Belgien. Inga underarter finns listade i Catalogue of Life.